# 알릭스파트너스
알릭스파트너스(AlixPartners)는 1981년 미국 디트로이트에서 창업한 경영 컨설팅 기업이다. 알릭스파트너스 한국 사무소 대표는 톰 노다(Tom Noda)이다.

## 경영진
- 사이먼 프리클리 (Simon Freakley) - 최고경영자(Chief Executive Officer)
- 스테파노 아베르사(Stefano Aversa), 루이 프리(Louis Freeh), 존 호페커(John Hoffecker) - 부회장(Vice Chairman)
- 데이비드 가필드(David Garfield) - 아메리카 지역 대표(Americas Region Leader)
- 롭 혼비(Rob Hornby) - 유럽 중동 아프리카 지역 대표(EMEA Region Leader)
- 톰 노다(Tom Noda), 쉬브 시바라만(Shiv Shivaraman) - 아시아태평양 지역 공동대표[1] (Asia Region Co-Leader)

## 대한민국 부실 기업
- 2014년 3월 4일 서울 웨스틴조선호텔 간담회에서 알릭스파트너스 기업 부실화 지표(AlixPartners' corporate distress index)를 통해 얻은 2013년 3분기 기준 연구결과를 발표했다.[2]